# 부천청소년현악합주단
부천청소년현악합주단 (영문명: Bucheon Youth String Orchestra) 은 1962년 9월 고 이동순 선생에 의해 창단된 청소년 현악 합주단이다.

## 역사
부천청소년현악합주단의 전신인 OBS어린이현악합주단(고 이동순 선생이 오류, 부평, 소사지역의 어린이들로 창단함) 으로부터 시작된다. 이 단체는 부천 최초의 음악단체이자 전국 최초의 어린이/청소년 음악단체이다. 1962년 고 이동순 선생에 의해 창단되어 정기연주회 및 KBS 방송국, 동양방송국 출연 및 원호병원, 보호소, 교도소, 소년원, 부평에스컴사령부, 미8군 위문공연 등 많은 연주회를 통하여 경인지역을 대표하는 합주단으로 성장하게 되었다. 특히, 1969년에는 소설 대지로 유명한 펄 벅 여사 방한 환영연주회를 주최하여 펄 벅 여사로부터 감사장을 받은 바 있다.
1976년을 시작으로 국교친선과 국위선양을 위한 해외연주(도쿄, 오사카, 후쿠오카, 히로시마 등)를 시작으로 1983년 일본(오사카, 교토, 고베, 후쿠오카), 1984년 일본 및 중화민국 순회공연, 1989년 일본, 중화민국(후쿠오카, 오사카, 타이베이), 1990년 일본(오사카, 후쿠오카), 1991년 일본(도쿄, 나고야), 1991년 구 소련(하바로프스크, 사할린스크)을 방문하는 등 활발한 대외 연주활동을 하였다.
1992년 바이올리니스트 김용갑이 상임지휘자로 취임하면서 레퍼토리의 확대 및 합주단의 대대적인 개편을 실시하고, 단체명을 기존의 부천소년소녀현악합주단에서 지금의 부천청소년현악합주단으로 변경하였다. 매년 전 단원 향상음악회 및 여름음악캠프를 통해 실력 향상과 유대강화를 꾀하는 등 탄탄한 실력을 가진 단체로 성장할 수 있도록 노력하였다.
1995년 미국 컬버 시티 시장초청연주회, 1996년 미국 LA Hamilton High School Academy of Music 학교장 초청연주회, 2000년 독일 프랑크푸르트 한인회 초청 송년음악회, 2003년 러시아 상트 페테르부르크 시 초청연주(에르미타쥐 홀), 2006년 한ˑ러 수교 15주년 초청연주회(상트 페테르부르크 필하모니아 카펠라 홀), 2007년 중화인민공화국 베이징 한ˑ중 수교 15주년 초청연주회 등 해외 각지에서 초청받아 연주하였다.
50주년을 맞이한 해에는 러시아 상트 페테르부르크 시의 초청으로 상트 페테르부르크의 필하모니아 말리홀에서 연주하였다.
현재에도, 매년 국내외에서 정기연주회를 비롯한 많은 연주회를 개최하고 있다.